# Leptanthura monnioti
Leptanthura monnioti is een pissebed uit de familie Leptanthuridae. De wetenschappelijke naam van de soort is voor het eerst geldig gepubliceerd in 1994 door Negoescu.